# Thunder Alley (film 1967)
Thunder Alley è un film del 1967 diretto da Richard Rush.
Nonostante sia considerato uno dei peggiori film di automobili degli anni sessanta, è stato recentemente rivalutato dalla critica internazionale perché riportato alla luce dal regista statunitense Quentin Tarantino, che ha addirittura riutilizzato un pezzo della colonna sonora in A prova di morte, una pellicola omaggio ai film d'exploitation ed ai B-movie.

## Trama
Tommy Callahan (Fabian) è un pilota di auto da corsa che soffre di continue amnesie e provoca incidenti - a volte mortali - causati da queste. Dopo l'ennesimo incidente, Tommy viene squalificato e dunque cerca di riscattarsi e tornare nel mondo delle autovetture.

## Riprese
Il film venne girato nella popolare spiaggia di Daytona Beach, in Florida.

## Slogan promozionali
- «Their god is speed...their pleasure is an "anytime" girl!»
«Il loro dio è la velocità...il loro spasso è una ragazza "ogni momento"!»;
- «Days of screaming wheels, nights of reckless pleasure!»
«Giorni di ruote urlanti, notti di piaceri spericolati!».